# 半澤朝彦
半澤 朝彦（はんざわ あさひこ、1963年10月11日 - ）は、日本の国際政治学者。明治学院大学国際学部教授。専門は、イギリス政治外交史。

## 来歴
東京大学文学部卒業。同大学院人文社会系研究科修士課程・博士課程を経て、オックスフォード大学セント・アントニーズ・カレッジ大学院に留学。脱植民地化期のイギリス帝国史研究者であるジョン・ダーウィンに師事し、2002年歴史学の博士号を取得。北海道大学法学部専任講師、明治学院大学国際学部准教授を経て、同教授。
父は東京都立大学名誉教授、政治思想史研究者の半澤孝麿。

## 著書

### 共編著
- （緒方貞子）『グローバル・ガヴァナンスの歴史的変容――国連と国際政治史』（ミネルヴァ書房, 2007年）

## 論文

### 雑誌論文
- 「国際連合とイギリス帝国の終焉――1960年の南アフリカ連邦・シャープヴィル事件の衝撃」『現代史研究』45号（1999年）
- "The UN Anti-Colonial Declaration of 1960",Oxford International Review, Vol.10-2 (2000)
- 「国連とイギリス帝国の消滅 1960-1963」『国際政治』126号（2001年）
- 「国際政治における国連の『見えざる役割』――1956年スエズ危機の事例」『北大法学論集』54巻2号（2003年）
- 「中東におけるイギリス・アメリカ『非公式帝国』の起源 1945-1947」『国際政治』141号（2005年）
- 「非公式帝国の『仕掛け』としての『主権国家システム』」『歴史評論』677号（2006年）

### 単行本所収論文
- 「『労働党外交』は存在するのか？――イギリス『社民主義外交』の系譜」山口二郎・宮本太郎・小川有美編『市民社会民主主義への挑戦』（日本経済評論社、2005年）
- 「アジア・太平洋戦争と『普遍的』国際機構」『岩波講座アジア・太平洋戦争（8） 20世紀の中のアジア・太平洋戦争』（岩波書店, 2006年）
- 「植民地支配の遺産と開発途上国」大芝亮・藤原帰一・山田哲也編『平和政策』（有斐閣, 2006年）